# Metabelbella longiseta
Metabelbella longiseta är en kvalsterart som först beskrevs av Banks 1906.  Metabelbella longiseta ingår i släktet Metabelbella och familjen Damaeidae. Inga underarter finns listade i Catalogue of Life.